# Xã Russell, Quận Lafayette, Arkansas
Xã Russell (tiếng Anh: Russell Township) là một xã thuộc quận Lafayette, tiểu bang Arkansas, Hoa Kỳ. Năm 2010, dân số của xã này là 119 người.